# 藍澤彌八

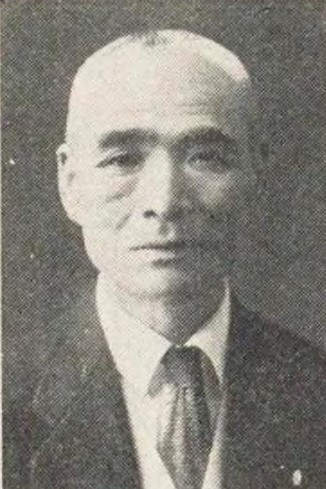
藍澤彌八

藍澤 彌八（あいざわ やはち、1880年（明治13年）3月22日 - 1969年（昭和44年）1月29日）は、日本の実業家。アイザワ証券グループ創業者。

## 来歴・人物
新潟県生まれ。1905年（明治38年）日本法律学校（現在の日本大学）卒業。出版会社・金港堂などを経て、1908年（明治41年）に証券業の港屋商店代表者となる。
1933年（昭和8年）10月に藍澤商店（のちの藍澤證券）を設立。1940年（昭和15年）に株価対策の国策を担うため、日本証券投資を設立し社長に就任する。
1947年（昭和22年）7月に日本証券取引所の解散を受け、証券会社の出資で平和不動産を設立されると初代社長に就き、1957年から61年まで東京証券取引所理事長を務める。
1946年（昭和21年）8月21日、貴族院勅選議員に任じられ、翌年5月2日の貴族院廃止まで在任した。

## 著書
- 藍澤彌八、伊藤保次郎、井上貞治郎、井村荒喜、内ヶ崎贇五郎、川端龍子『私の履歴書』日本経済新聞社〈第10集〉、1966年。
  - 伊藤次郎左衛門、大屋晋三、石田退三、平塚常次郎、安川第五郎、大川博、井上貞治郎、藍澤彌八、伊藤保次郎『私の履歴書』日本経済新聞社〈経済人 3〉、1980年7月。ISBN 978-4532030537。